# Saccharomyces carlsbergensis
Saccharomyces carlsbergensis, attualmente denominato più correttamente Saccharomyces pastorianus, è un lievito utilizzato per la produzione della birra denominata lager, a bassa fermentazione. Questo tipo di lievito è stato analizzato originariamente da Emil Christian Hansen, che lavorava per il birrificio danese Carlsberg, che gli ha dato il nome.
Si tratta di un ibrido fra Saccharomyces bayanus e Saccharomyces cerevisiae: come tale, presenta una buona quantità di similitudini sia genotipiche che fenotipiche con le due specie genitrici, anche se il suo genoma è lungo circa una volta e mezzo quello di queste ultime, poiché include quasi per intero i genomi delle due specie ibridate.
Da S. bayanus, la specie eredita gran parte dei geni, oltre che il DNA mitocondriale e quello ribosomiale: questo comporta numerosi adattamenti nella crescita che la specie condivide con quest'ultimo, infatti come S. bayanus non cresce a temperature superiori ai 34 °C, mentre S. cerevisiae cresce anche a 40 °C, ed allo stesso modo S. carlsbergensis cresce meglio di S. cerevisiae al di sotto dei 12 °C
I geni LEU2, MET2 ed ACB1 di questa specie hanno mostrato un alto grado di affinità con quelli della specie Saccharomyces monacensis, il che ha indotto alcuni studiosi ad ipotizzare che si tratti di un ibrido di questa specie con S. cerevisiae anziché con S. bayanus, tuttavia ulteriori analisi hanno chiarito che tale affinità è data da uno stretto legame di parentela, piuttosto che da una effettiva discendenza di una specie dall'altra.